# 코멜리코수페리오레
단타디카도레 (Comelico Superiore)는 이탈리아 베네토주의 벨루노도에 위치한 코무네 (지방자치단체)이다. 베네치아에서 북쪽 약 130 킬로미터 (81 mi), 벨루노에서 북동쪽 약 60 킬로미터 (37 mi) 거리에 있으며, 오스트리아와 국경을 맞고 있다.
아우론초디카도레, 단타디카도레, 카르티치 (오스트리아), 산니콜로디코멜리코, 젝스텐 등 지자체과 경계를 이루고 있다.